# 吳寬
吳寬（1435年—1504年），字原博，号匏庵。直隸長洲縣（今江苏苏州市）人。明朝政治人物、散文家、書法家。成化八年狀元，孝宗、武宗兩代帝師。弘治年間官至禮部尚書。

## 生平
吳寬生于宣德十年（1435年），十二岁即中秀才。此後困於科場二十年，绝意仕进，不肯复应举。成化四年（1468年），吴宽在陈士贤要求下，勉強入试，竟中第三名。成化八年（1472年）春闈，又連中會元、狀元，授翰林院修撰。侍講東宮，秩滿，進詹事府右諭德。孝宗即位，迁左庶子，預修《憲宗實錄》，進少詹事兼侍讀學士。弘治八年（1495年）擢吏部右侍郎，因繼母去世，丁憂去職。吏部有缺，孝宗命虛位以待。守喪期滿，還任，轉左侍郎，改主管詹事府。弘治十六年（1503年），進禮部尚書，已年屆七旬，數次稱病告老，均為孝宗慰留，次年卒於任內。諡文定。

## 墓葬
吳寬葬於木渎西花园山。

## 著作

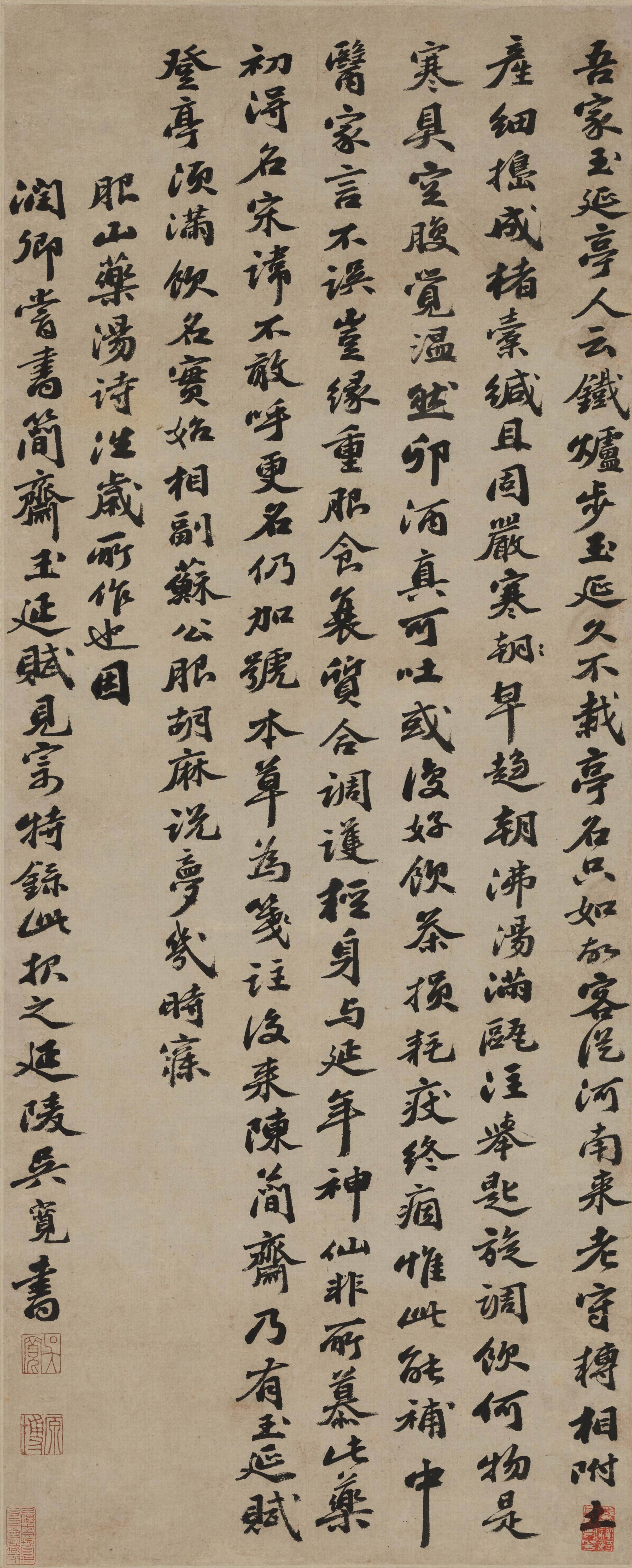
行书服山药汤诗轴

吳寬著有《匏庵家藏集》、《书经正蒙》、《平吴录》等，又有《家藏集》77卷。于书无所不读，遍讀《左傳》、《漢書》，尤喜苏轼文，《明诗评》说：“文定力扫浮靡，一归雅淡，诗如杨柳受风，煦然不冽。”
吴宽工书法，真、行、草書皆善，尤工行書，承蘇軾笔意。

## 其他
- 吳寬曾在宋人張擇端所繪《清明上河圖》上跋文：“金燕山張著以此圖為張擇端筆，必有所據。至後人，乃以擇端作於宋宣政間。今畫譜具在。當時有如斯人斯筆。而獨遺其姓氏，何耶？大卿珠朱公，鑶此畫久矣！余始獲展閱，恍然如入汴京，置身流水游龍間，但少塵土撲面耳。朱公云：此圖有‘稿本’！在張英公家。蓋其經營布置，各極其態，信非率易所能也”。該篇跋文前有，原博；後署名下有，吳寬，印各一枚。
- 清代同治年间，浙江宁绍台道顾文彬在吴宽旧宅遗址上营造八年而成怡園。

### 引文
1. ↑  《明史》（卷184）：吳寬，字原博，長洲人。以文行有聲諸生間。成化八年，會試、廷試皆第一，授修撰。侍孝宗東宮，秩滿進右諭德。孝宗即位，以舊學遷左庶子，預修《憲宗實錄》，進少詹事兼侍讀學士。弘治八年擢吏部右侍郎。丁繼母憂，吏部員缺，命虛位待之。服滿還任，轉左，改掌詹事府，入東閣，專典誥敕，仍侍武宗東宮。宦豎多不欲太子近儒臣，數移事間講讀。寬率其僚上疏曰：「東宮講學，寒暑風雨則止，朔望令節則止，一年不過數月，一月不過數日，一日不過數刻。是進講之時少，輟講之日多，豈容復以他事妨誦讀。古人八歲就傅，即居宿於外，欲離近習，親正人耳。庶民且然，矧太子天下本哉？」帝嘉納之。十六年進禮部尚書，余如故。先是，孝莊錢太後崩，廷議孝肅周太後萬歲後，並葬裕陵，祔睿廟，禮皆如適。至是，孝肅崩，將祔廟，帝終以並祔為疑，下禮官集議。寬言《魯頌·宮》、《春秋》考仲子之宮皆別廟，漢、唐亦然。會大臣亦多主別廟，帝乃從之。時詞臣望重者，寬為最，謝遷次之。遷既入閣，嘗為劉健言，欲引寬共政，健固不從。他日又曰：「吳公科第、年齒、聞望皆先於遷，遷實自愧，豈有私於吳公耶。」及遷引退，舉寬自代，亦不果用。中外皆為之惜，而寬甚安之，曰：「吾初望不及此也。」年七十，數引疾，輒慰留，竟卒於官。贈太子太保，謚文定。授長子奭中書舍人，補次子奐國子生，異數也。寬行履高潔，不為激矯，而自守以正。於書無不讀，詩文有典則，兼工書法。有田數頃，嘗以周親故之貧者。友人賀恩疾，遷至邸，旦夕視之。恩死，為衣素一月。
2. ↑  邢侗在《来禽馆帖》：匏翁吴中前辈，行谊擅绝，不直文翰之工尔也。书法法苏学士，浓颜厚面，祛去吴习。

### 書目
- 《國朝獻徵錄》卷十八：王鏊撰《資善大夫禮部尚書兼翰林院學士掌詹事府事贈太子太保謚文定吳公寬神道碑》
- 焦竑：《玉堂叢語》
- 《尧山堂外纪·卷八十八·国朝》
- 赵明，《赖有好书心未老──明代苏州藏书家吴宽》，新世纪图书馆，2004年第04期